# Ochropleura carthalina
Ochropleura carthalina là một loài bướm đêm trong họ Noctuidae.